# ヤマハホール

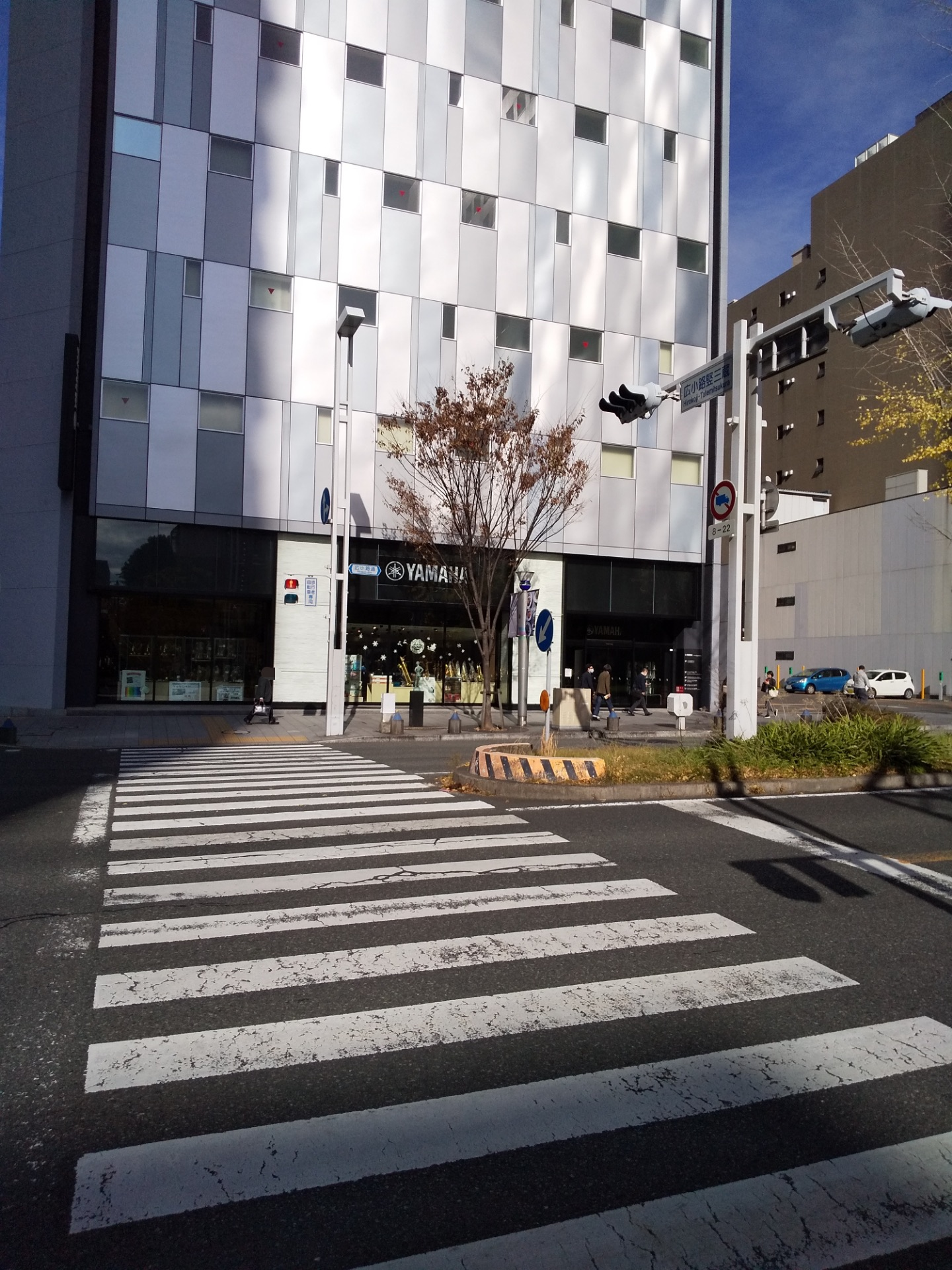
愛知県名古屋市のメインストリート、広小路通（県道60号）に面したヤマハ名古屋ビル。8階にヤマハ名古屋ホールが入る。

ヤマハホール（YAMAHA hall）は、東京都中央区銀座にあるコンサートホール。

## 概要
1953年（昭和28年）、日本楽器ビル内にオープン。当時は2層524席のホールであり、当時次々発足した地人会、山羊の会、実験工房など音楽グループの演奏会が行われた。その他にも1957年（昭和32年）の鉄道技術研究所による講演会『東京 - 大阪間3時間への可能性』や、2004年（平成16年）の日本プロ野球選手会主催のファンと選手の集いなど、様々な催しが実施された。
しかしヤマハ銀座ビルの老朽化などで2006年（平成18年）に一時閉館。2010年（平成22年）2月26日にリニューアルオープンした。
座席数は1階250席、2階83席の333席。ヤマハ銀座ビル7階にホワイエがあり、8階がホール1階席、9階がホール2階席にあたる。
2020年（令和2年）12月29日をもって、ヤマハグループ以外への貸出しを終了した。
本ホールのほか、静岡県浜松市中央区のヤマハミュージック浜松店8階に「かじまちヤマハホール」、愛知県名古屋市中区錦1丁目のヤマハ名古屋ビル8階に「ヤマハ名古屋ホール」がある。